# Provinz Oshima

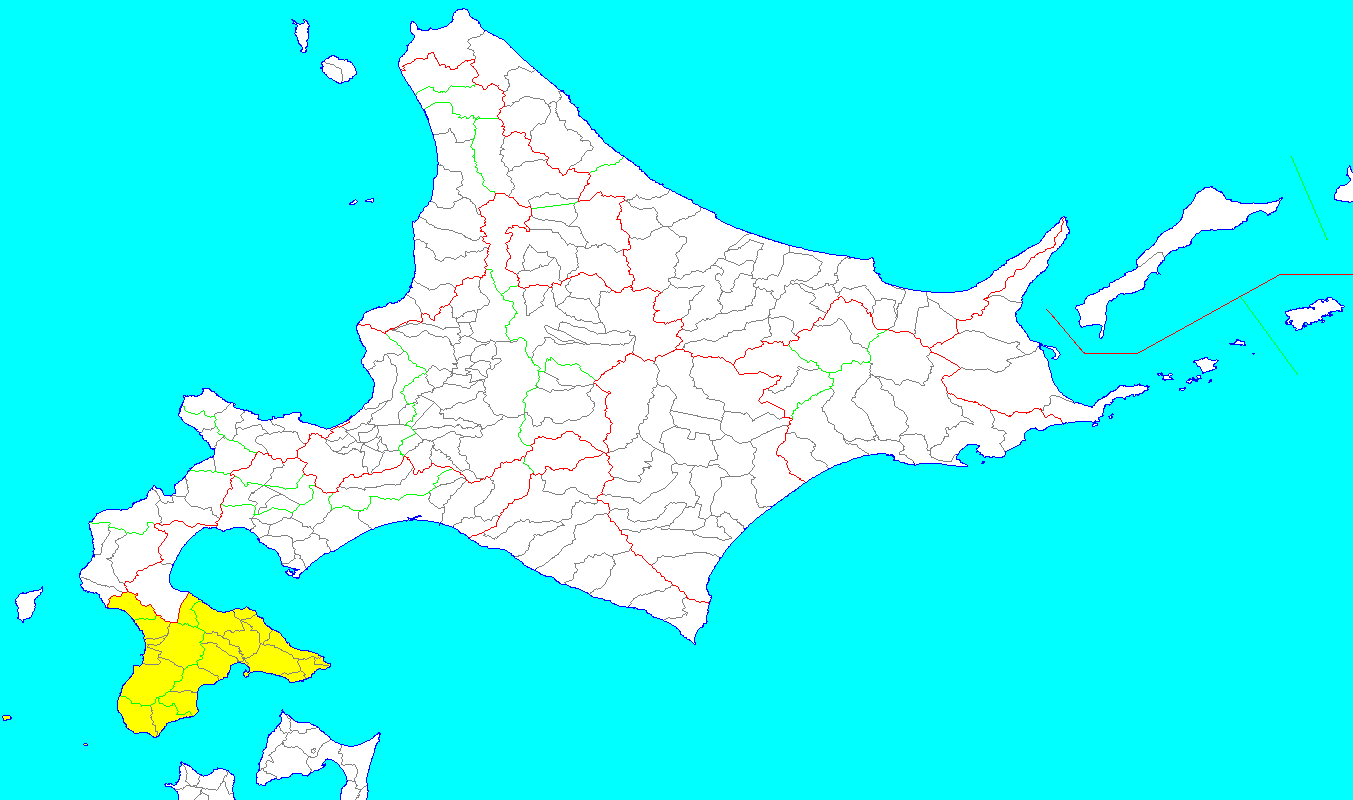
Provinz Oshima

Oshima (jap. 渡島国, Oshima no kuni) war eine kurzlebige Provinz Japans auf der Insel Hokkaidō. Ihr Gebiet entspricht im Wesentlichen den Unterpräfekturen Oshima und Hiyama auf der Oshima-Halbinsel.

## Geschichte
Am 15. August 1869 wurde die sieben Landkreise (郡, gun) umfassende Provinz Oshima gegründet, zusammen mit den anderen Provinzen Hokkaidōs. Die Volkszählung von 1872 ergab 75.830 Einwohner (Japaner, ohne die einheimischen Ainu). Im Jahr 1882 schaffte die Zentralregierung die Provinzen in Hokkaidō ab.

## Landkreise
Die Provinz Oshima umfasste folgende Landkreise (gun):
- Fukushima-gun (福島郡), 1881 zusammen mit Tsugaru zum Matsumae-gun zusammengelegt
- Hiyama-gun (檜山郡)
- Kayabe-gun (茅部郡)
- Kameda-gun (亀田郡)
- Kamiiso-gun (上磯郡)
- Nishi-gun (爾志郡)
- Tsugaru-gun (津軽郡), 1881 zum Matsumae-gun